# Aphaenogaster spinosa
Aphaenogaster spinosa é uma espécie de inseto do gênero Aphaenogaster, pertencente à família Formicidae.